# Pachomiusz (biskup koptyjski)
Pachomiusz (imię świeckie Samir Chajr Sakr, ur. 17 grudnia 1935 w Szibin al-Kaum, zm. 30 marca 2025) – duchowny Koptyjskiego Kościoła Ortodoksyjnego, w latach 1990–2025 metropolita Damanhuru, Matruh i Pięciu Miast Zachodu.

## Biografia
11 listopada 1962 r. został mnichem. 2 stycznia 1966 r. przyjął święcenia diakonatu. 28 lipca 1968 r. przyjął święcenia kapłańskie. 12 grudnia 1971 r. został wyświęcony na biskupa przez Szenudę III. 2 września 1990 r. mianowany został metropolitą Damanhuru, Matruh i Pięciu Miast Zachodu. W 2013 r., po śmierci Szenudy, a przed wyborem nowego patriarchy Tawadrosa, Pachomiusz sprawował tymczasową władzę nad całym Kościołem koptyjskim.